# Estimateur de Hodges-Lehmann
En statistique, l'estimateur de Hodges-Lehmann ou estimateur de Hodges-Lehmann-Sen est un estimateur non-paramétrique robuste d'un paramètre de position d'une population.
Pour les populations dont la loi est symétrique autour d'une médiane, comme une loi normale ou une loi de Student, l'estimateur de Hodges-Lehmann est un bon estimateur sans biais de la médiane de la population. Pour les populations dont la loi est asymétrique, l'estimateur de Hodges-Lehmann estime la pseudo-médiane qui est intimement liée à la médiane de la population.